# Uramya hariola
Uramya hariola là một loài ruồi trong họ Tachinidae.